# Nadija Andrianowa

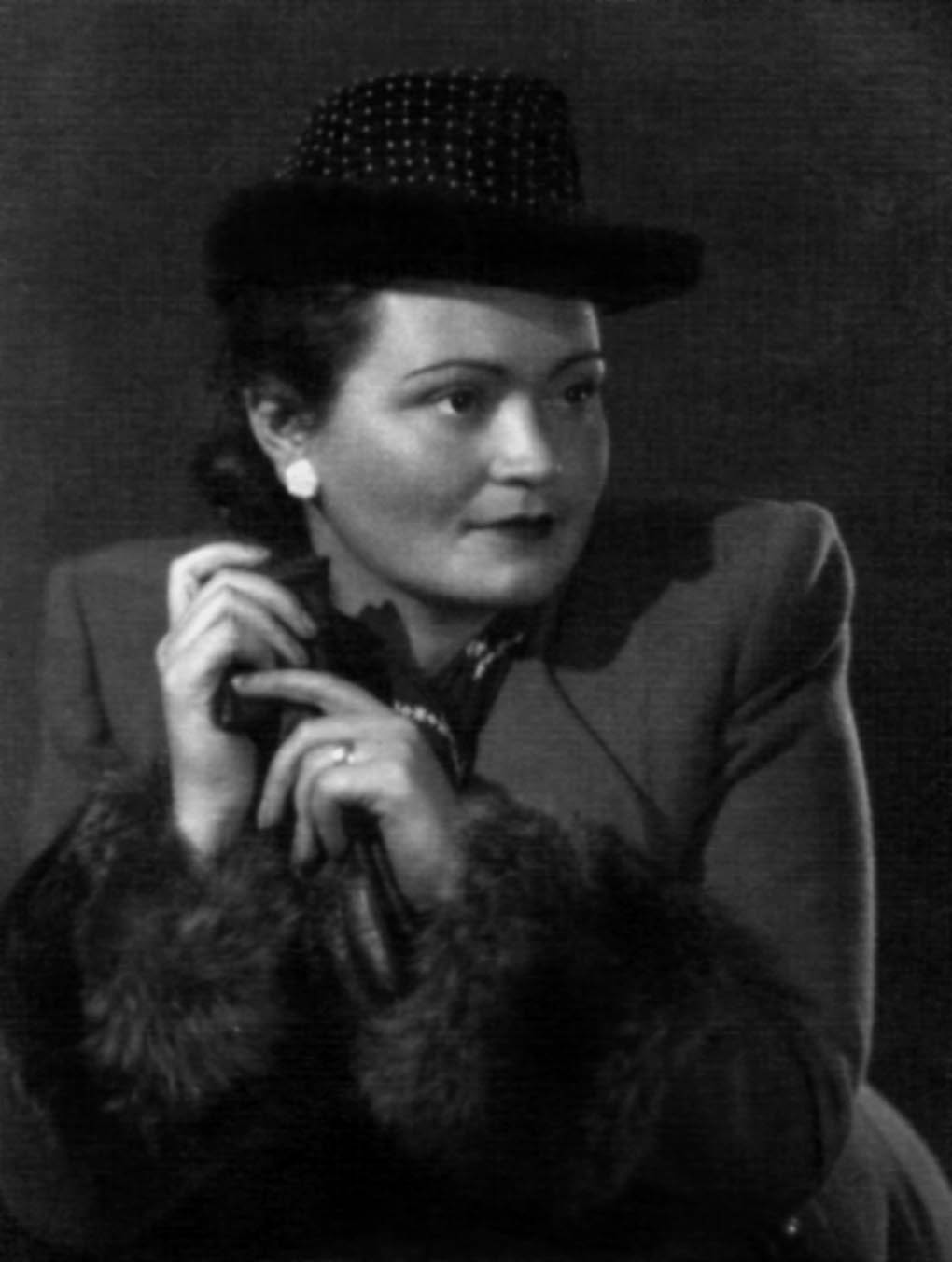

Nadija Hordijenko Andrianowa (* 15. Dezember 1921 in Wassylkiw, Ukrainische SSR; † 27. März 1998 in Kiew, Ukraine) war eine ukrainische Autorin, Übersetzerin und Esperantistin. Sie schrieb sowohl Übersetzungen als auch Gedichte original auf Esperanto.
Sie hatte einen Bachelor in Literatur und Journalismus in Kiew. Sie schrieb unter anderem für die Esperanto-Zeitschriften Paco (Frieden) und Hungara Vivo (Ungarisches Leben). Ferner übersetzte sie einen Gedichtband von Lessja Ukrajinka sowie Ukrainische Volksmärchen. Ins Ukrainische übersetzte sie aus dem Esperanto Werke von Tibor Sekelj für die Zeitschrift Vsesvit. Zu ihren Werken zählt ein Kinderbuch über Vasilij Eroschenko auf Ukrainisch. In die gleiche Sprache übersetzte sie ein Buch mit seinen Werken, die ursprünglich auf Esperanto oder Japanisch erschienen waren. Vagante tra la mondo maltrankvila ist ihre Autobiographie, die 1987 erschien.

## Veröffentlichungen
- Monumentoj de l'eterna amikeco;  Renkonto kun Baba Paraŝkeva;  Disiĝo kun Rodopoj;  Glorkanto al Jambol; Glorkanto al Esperanto (En: Bukedo, p.64 - 74)
- Vagante tra la mondo maltrankvila. Hungara Esperanto-Asocio, Budapest 1987. ISBN 963-571-182-4.

## Übersetzungen
- Ukrainaj popolaj fabeloj (Sofia: BEA, 1983. - 76 p.)
- Ukrajinka, Lessja: Liriko (Kiew: Komisiono pri Internaciaj Ligoj de Ukrainiaj Esperantistoj, 1971. - 86 p. : ilustr.)